# Liste der Nummer-eins-Hits in Spanien (1971)
Diese Liste enthält alle Nummer-eins-Hits in Spanien im Jahr 1971. Es gab in jenem Jahr 10 Nummer-eins-Singles.

| | Liste der Nummer-eins-Hits in Spanien | Liste der Nummer-eins-Hits in Spanien | Liste der Nummer-eins-Hits in Spanien                | 1972 →                    |
| \| Zeitraum \| Wo. ges. \| Interpret \| Titel Autor(en) \| Zusätzliche Informationen \| \| (Zeitraum, Wochen auf Platz eins, Interpret, Titel, Autor[en], zusätzliche Informationen) \| \| \| \| \| \| ----------------------------------------------------------------------------------------- \| -------- \| ------------------ \| ---------------------------------------------------- \| ------------------------- \| \| 21. Dezember 1970 – 21. Februar 1971 9 Wochen \| 9 \| Nino Bravo \| Te quiero, Te Quiero Augusto Algueró, Rafael de León \| – \| \| 22. Februar 1971 – 28. Februar 1971 1 Woche \| 1 \| Dawn \| Candida Toni Wine, Irwin Levine \| – \| \| 1. März 1971 – 21. März 1971 3 Wochen (insgesamt 8) \| 8 \| George Harrison \| My Sweet Lord George Harrison \| – \| \| 22. März 1971 – 11. April 1971 3 Wochen \| 3 \| Middle Of The Road \| Chirpy Chirpy Cheep Cheep Lally Stott \| – \| \| 12. April 1971 – 16. Mai 1971 5 Wochen (insgesamt 8) \| 8 \| George Harrison \| My Sweet Lord George Harrison \| – \| \| 17. Mai 1971 – 11. Juli 1971 8 Wochen \| 8 \| José Feliciano \| Qué Será (Che Sará) \| – \| \| 12. Juli 1971 – 25. Juli 1971 2 Wochen \| 2 \| Paul McCartney \| Another Day Paul McCartney, Linda McCartney \| – \| \| 26. Juli 1971 – 22. August 1971 4 Wochen \| 4 \| Los Diablos \| Fin De Semana \| – \| \| 23. August 1971 – 24. Oktober 1971 9 Wochen \| 9 \| Tony Ronald \| Help (Get Me Some Help) \| – \| \| 25. Oktober 1971 – 9. Januar 1972 11 Wochen \| 11 \| Pop Tops \| Mamy Blue Hubert Giraud, Phil Trim \| – \| |                                       |                                       |                                                      |                           |
| |                                       |                                       |                                                      | → 1972 →                  |
| Zeitraum | Wo. ges.                              | Interpret                             | Titel Autor(en)                                      | Zusätzliche Informationen |
| (Zeitraum, Wochen auf Platz eins, Interpret, Titel, Autor[en], zusätzliche Informationen) |                                       |                                       |                                                      |                           |
| 21. Dezember 1970 – 21. Februar 1971 9 Wochen | 9                                     | Nino Bravo                            | Te quiero, Te Quiero Augusto Algueró, Rafael de León | –                         |
| 22. Februar 1971 – 28. Februar 1971 1 Woche | 1                                     | Dawn                                  | Candida Toni Wine, Irwin Levine                      | –                         |
| 1. März 1971 – 21. März 1971 3 Wochen (insgesamt 8) | 8                                     | George Harrison                       | My Sweet Lord George Harrison                        | –                         |
| 22. März 1971 – 11. April 1971 3 Wochen | 3                                     | Middle Of The Road                    | Chirpy Chirpy Cheep Cheep Lally Stott                | –                         |
| 12. April 1971 – 16. Mai 1971 5 Wochen (insgesamt 8) | 8                                     | George Harrison                       | My Sweet Lord George Harrison                        | –                         |
| 17. Mai 1971 – 11. Juli 1971 8 Wochen | 8                                     | José Feliciano                        | Qué Será (Che Sará)                                  | –                         |
| 12. Juli 1971 – 25. Juli 1971 2 Wochen | 2                                     | Paul McCartney                        | Another Day Paul McCartney, Linda McCartney          | –                         |
| 26. Juli 1971 – 22. August 1971 4 Wochen | 4                                     | Los Diablos                           | Fin De Semana                                        | –                         |
| 23. August 1971 – 24. Oktober 1971 9 Wochen | 9                                     | Tony Ronald                           | Help (Get Me Some Help)                              | –                         |
| 25. Oktober 1971 – 9. Januar 1972 11 Wochen | 11                                    | Pop Tops                              | Mamy Blue Hubert Giraud, Phil Trim                   | –                         |

Siehe auch: Nummer-eins-Hits 1971 in  Australien, Belgien, Deutschland, Finnland, Frankreich, Irland, Italien, Japan, Kanada, Neuseeland, den Niederlanden, Norwegen, Österreich, der Schweiz, den Vereinigten Staaten und im Vereinigten Königreich.